# 天津市伯苓高级中学
天津市伯苓高级中学，建校于2022年，住所地位于天津市河东区大桥道62号，是一所盈利性民办普通高级中学。该校拥有两个校区，分别位于天津市河东区大桥道62号和津塘公路138号。
天津市伯苓高级中学是盈利性公司制学校，的经营主体为天津市伯苓高级中学有限公司，股东为澄谊教育产业发展(天津)集团有限公司，实际控制人为杨以笠。